# Wikiversità
Wikiversità è il progetto della Wikimedia Foundation, dedicato alle attività e materiali per l'apprendimento.
La Wikiversità in lingua inglese iniziò ufficialmente il 15 agosto 2006, mentre quella  in italiano è stata avviata il 18 maggio 2007. Sono attualmente attive diciassette versioni in lingue diverse di Wikiversità, di cui una multilingue (chiamata beta.wikiversity). Ce ne sono altre attualmente in fase di sviluppo.

## Dettagli del progetto
Wikiversità è stata pensata come un centro per la creazione e l'uso di materiale per il libero apprendimento. I suoi obiettivi primari sono:
- Creare e ospitare un insieme di materiali e risorse per l'apprendimento liberi e multilingue, per tutti i gruppi di età
- Ospitare progetti di studio e apprendimento e comunità che forniscano tali materiali.

Il modello di Wikiversità pone l'accento sui "gruppi d'apprendimento" e il "learning by doing".
L'idea è che queste comunità di partecipanti attivino i propri progetti di apprendimento e che tale apprendimento si realizzi attraverso la loro collaborazione nella gestione dei progetti stessi, con la modifica delle pagine di Wikiversità.
Wikiversità consiste di un insieme di risorse, che possono essere lezioni, approfondimenti, semplici appunti, glossari, ecc. riguardanti lo studio di un certo argomento. I partecipanti esprimono i loro obiettivi di apprendimento e la comunità collabora a sviluppare delle attività e dei progetti che permettano il raggiungimento di tali obiettivi. Inoltre queste risorse possono essere supportate da quiz interattivi direttamente su Wikiversità per verificare l'apprendimento (vedere Aiuto:Quiz su Wikiversità).
Le risorse sono sviluppate da singoli o gruppi, o di loro iniziativa o come parte di un progetto di apprendimento. Le risorse includono sussidi didattici, piani di lezioni, piani di studio, link esterni ad altre risorse ed elenchi di letture.
Le risorse che trattano dello stesso argomento vengono raggruppate in materie. Un gruppo di materie formano un corso e un insieme di corsi sono raccolte in delle aree suddivise per macroargomento. Inoltre esistono delle aree che raccolgono le materie del mondo della scuola
I gruppi con interessi in ciascuna area creano una rete di risorse che forma la base di discussione e attività di Wikiversità. Le risorse possono essere utilizzate anche da educatori esterni a Wikiversità, sotto i termini della GFDL e della CC-BY-SA.
Wikiversità, in futuro, potrebbe anche ospitare dei progetti di ricerca, ma tale parte dell'attività è ancora oggetto di dibattito.